# Charlotte De Vos
Charlotte De Vos (Antwerpen, 8 oktober 1983) is een Belgisch voormalig hockeyster.

## Levensloop
De Vos begon op vijfjarige leeftijd met hockey bij Royal Victory HC te Edegem. Sinds 2008 kwam ze uit in de Nederlandse competitie, in het seizoen 2008/09 bij MHC Laren en nadien bij Oranje Zwart te Eindhoven. In 2014 besloot ze terug te keren naar Royal Victory HC, alwaar ze in 2018 besloot een punt achter haar spelerscarrière te zetten.
Daarnaast maakte ze deel uit van het Belgisch hockeyteam, waarvan ze 14 jaar kapitein was. Ze debuteerde in 2000 op zestienjarige leeftijd bij de Red Panthers. Met de nationale equipe nam ze onder meer deel aan de Olympische Zomerspelen van 2012, het Europees kampioenschap van 2013 en het wereldkampioenschap van 2014.
De Vos had samen met haar broer een IT-bedrijfje (Twizzit) dat software ontwikkelde voor sportclubs. Later werd ze werkzaam als personeelsmanager. In 2016 nam ze deel aan het televisieprogramma Eeuwige Roem op VIER. Anno 2023 is zij werkzaam als energetisch en orthomoleculair therapeut.